# En gyselig hilsen
En gyselig hilsen er en dansk kortfilm fra 2008, der er instrueret af Tea Lindeburg. Filmen er produceret til viral distribution udelukkende på internettet og mobiltelefoner.

## Handling
En interaktiv film om en 10-årig piges flugt gennem en forladt skole. Den lille pige bliver jagtet af en mørk fjende, og hendes sidste udvej er at ringe til modtageren af filmen og bede om hjælp. Modtagerens mobiltelefon ringer i virkeligheden, og filmen ender med at være en invitation fra afsenderen, som denne ikke kan sige nej til.